# Olympische Sommerspiele 2004/Fechten
Bei den XXVIII. Olympischen Sommerspielen 2004 in Athen fanden zehn Wettbewerbe im Fechten statt. Austragungsort war die Elliniko Fencing Hall. Auf dem Programm stand erstmals ein Säbel-Wettbewerb der Frauen (Einzel); im Gegenzug wurde der Florett-Mannschaftswettbewerb der Frauen gestrichen.

## Bilanz

### Medaillenspiegel
| Platz   | Land               | Gold | Silber | Bronze | Gesamt |
| ------- | ------------------ | ---- | ------ | ------ | ------ |
| 1       | Italien            | 3    | 3      | 1      | 7      |
| 2       | Frankreich         | 3    | 1      | 2      | 6      |
| 3       | Ungarn             | 1    | 2      | –      | 3      |
| 4       | Russland           | 1    | –      | 3      | 4      |
| 5       | Vereinigte Staaten | 1    | –      | 1      | 2      |
| 6       | Schweiz            | 1    | –      | –      | 1      |
| 7       | China              | –    | 3      | –      | 3      |
| 8       | Deutschland        | –    | 1      | 1      | 2      |
| 9       | Polen              | –    | –      | 1      | 1      |
| Ukraine | –                  | –    | 1      | 1      |        |

### Medaillengewinner
| Konkurrenz         | Gold                                                   | Silber                                               | Bronze                                                                    |
| ------------------ | ------------------------------------------------------ | ---------------------------------------------------- | ------------------------------------------------------------------------- |
| Degen Einzel       | Marcel Fischer                                         | Wang Lei                                             | Pawel Kolobkow                                                            |
| Degen Mannschaft   | Éric Boisse Fabrice Jeannet Jérôme Jeannet Hugues Obry | Gábor Boczkó Géza Imre Iván Kovács Krisztián Kulcsár | Jörg Fiedler Sven Schmid Daniel Strigel                                   |
| Florett Einzel     | Brice Guyart                                           | Salvatore Sanzo                                      | Andrea Cassarà                                                            |
| Florett Mannschaft | Andrea Cassarà Salvatore Sanzo Simone Vanni            | Dong Zhaozhi Wang Haibin Wu Hanxiong Ye Chong        | Renal Ganejew Juri Moltschan Ruslan Nassibullin Wjatscheslaw Posdnjakow   |
| Säbel Einzel       | Aldo Montano                                           | Zsolt Nemcsik                                        | Wladyslaw Tretjak                                                         |
| Säbel Mannschaft   | Julien Pillet Damien Touya Gaël Touya                  | Aldo Montano Giampiero Pastore Luigi Tarantino       | Alexei Djatschenko Alexei Jakimenko Stanislaw Posdnjakow Sergei Scharikow |

| Konkurrenz       | Gold                                                            | Silber                                        | Bronze                                                                    |
| ---------------- | --------------------------------------------------------------- | --------------------------------------------- | ------------------------------------------------------------------------- |
| Degen Einzel     | Tímea Nagy                                                      | Laura Flessel-Colovic                         | Maureen Nisima                                                            |
| Degen Mannschaft | Karina Asnawurjan Oxana Jermakowa Tatjana Logunowa Anna Siwkowa | Claudia Bokel Imke Duplitzer Britta Heidemann | Sarah Daninthe Laura Flessel-Colovic Hajnalka Király-Picot Maureen Nisima |
| Florett Einzel   | Valentina Vezzali                                               | Giovanna Trillini                             | Sylwia Gruchała                                                           |
| Säbel Einzel     | Mariel Zagunis                                                  | Tan Xue                                       | Sada Jacobson                                                             |

## Ergebnisse Männer

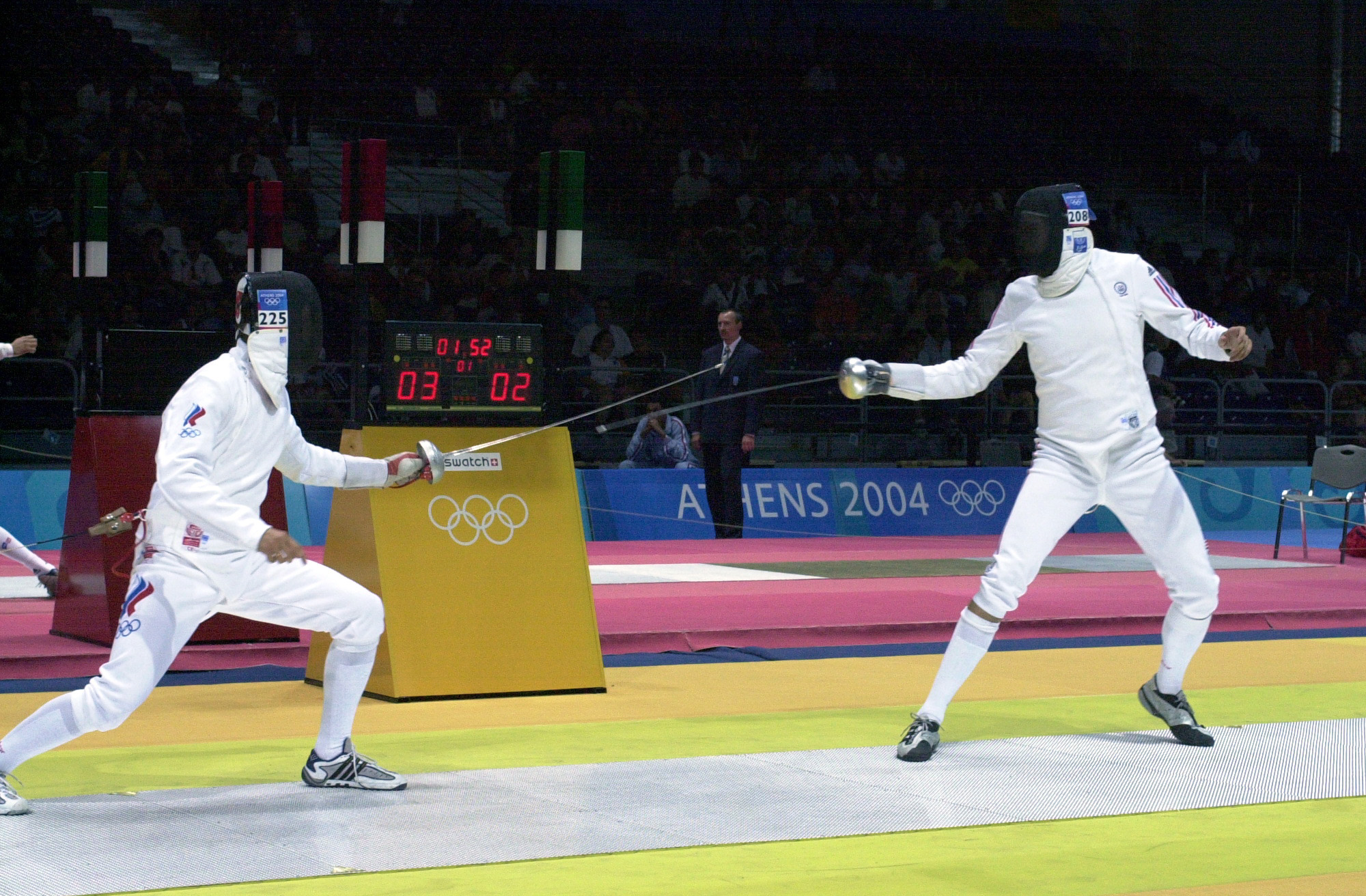
Igor Turtschin (Russland, links) gegen Weston Kelsey (USA, rechts)

### Degen Einzel
| Platz | Land | Sportler         |
| ----- | ---- | ---------------- |
| 1     | SUI  | Marcel Fischer   |
| 2     | CHN  | Wang Lei         |
| 3     | RUS  | Pawel Kolobkow   |
| 4     | FRA  | Éric Boisse      |
| 5     | FRA  | Fabrice Jeannet  |
| 6     | VEN  | Silvio Fernández |
| 7     | USA  | Soren Thompson   |
| 8     | GER  | Daniel Strigel   |

Datum: 17. August 2004

37 Teilnehmer aus 21 Ländern

### Degen Mannschaft
| Platz | Land | Sportler                                               |
| ----- | ---- | ------------------------------------------------------ |
| 1     | FRA  | Éric Boisse Fabrice Jeannet Jérôme Jeannet Hugues Obry |
| 2     | HUN  | Gábor Boczkó Géza Imre Iván Kovács Krisztián Kulcsár   |
| 3     | GER  | Jörg Fiedler Sven Schmid Daniel Strigel                |
| 4     | RUS  | Pawel Kolobkow Sergei Kotschetkow Igor Turtschin       |
| 5     | UKR  | Dmytro Karjutschenko Bohdan Nikischyn Witali Oscharow  |
| 6     | USA  | Weston Kelsey Cody Mattern Jan Viviani                 |
| 7     | CHN  | Tuo Tong Wang Lei Xie Yongjun                          |
| 8     | EGY  | Ibrahim Ibrahim Yasser Mahmoud Ahmed Nabil             |

Datum: 22. August 2004

32 Teilnehmer aus 8 Ländern

### Florett Einzel
| Platz | Land | Sportler        |
| ----- | ---- | --------------- |
| 1     | FRA  | Brice Guyart    |
| 2     | ITA  | Salvatore Sanzo |
| 3     | ITA  | Andrea Cassarà  |
| 4     | RUS  | Renal Ganejew   |
| 5     | ITA  | Simone Vanni    |
| 6     | GER  | Peter Joppich   |
| 7     | CHN  | Wu Hanxiong     |
| 8     | GBR  | Richard Kruse   |

Datum: 16. August 2004

36 Teilnehmer aus 20 Ländern

### Florett Mannschaft
| Platz | Land | Sportler                                                                |
| ----- | ---- | ----------------------------------------------------------------------- |
| 1     | ITA  | Andrea Cassarà Salvatore Sanzo Simone Vanni                             |
| 2     | CHN  | Dong Zhaozhi Wang Haibin Wu Hanxiong Ye Chong                           |
| 3     | RUS  | Renal Ganejew Juri Moltschan Ruslan Nassibullin Wjatscheslaw Posdnjakow |
| 4     | USA  | Jedediah Dupree Dan Kellner Jonathan Tiomkin                            |
| 5     | FRA  | Loïc Attely Jean-Noël Ferrari Brice Guyart                              |
| 6     | GER  | Peter Joppich Jan-Simon Senft André Weßels                              |
| 7     | KOR  | Choi Byung-chul Ha Chang-duk Kim Woon-sung                              |
| 8     | EGY  | Mustafa Nagaty Tamer Mohamed Tahoun Ali Tarek                           |

Datum: 21. August 2004

32 Teilnehmer aus 8 Ländern

### Säbel Einzel
| Platz | Land | Sportler              |
| ----- | ---- | --------------------- |
| 1     | ITA  | Aldo Montano          |
| 2     | HUN  | Zsolt Nemcsik         |
| 3     | UKR  | Wladyslaw Tretjak     |
| 4     | BLR  | Dsmitryj Lapkes       |
| 5     | UKR  | Wolodymyr Lukaschenko |
| 6     | RUS  | Stanislaw Posdnjakow  |
| 7     | ROM  | Mihai Covaliu         |
| 8     | RUS  | Sergei Scharikow      |

Datum: 14. August 2004

39 Teilnehmer aus 21 Ländern

### Säbel Mannschaft
| Platz | Land | Sportler                                                                  |
| ----- | ---- | ------------------------------------------------------------------------- |
| 1     | FRA  | Julien Pillet Damien Touya Gaël Touya                                     |
| 2     | ITA  | Aldo Montano Giampiero Pastore Luigi Tarantino                            |
| 3     | RUS  | Alexei Djatschenko Alexei Jakimenko Stanislaw Posdnjakow Sergei Scharikow |
| 4     | USA  | Ivan Lee Jason Rogers Keeth Smart                                         |
| 5     | HUN  | Domonkos Ferjancsik Kende Fodor Zsolt Nemcsik                             |
| 6     | UKR  | Wolodymyr Kaljuschnyj Wolodymyr Lukaschenko Oleh Schturbabin              |
| 7     | CHN  | Chen Feng Huang Yaojiang Wang Jingzhi                                     |
| 8     | GRE  | Marios Basmatzian Dimitris Kostakos Konstantin Manetas                    |

Datum: 19. August 2004

36 Teilnehmer aus 9 Ländern

## Ergebnisse Frauen

### Degen Einzel
| Platz | Land | Sportlerin            |
| ----- | ---- | --------------------- |
| 1     | HUN  | Tímea Nagy            |
| 2     | FRA  | Laura Flessel-Colovic |
| 3     | FRA  | Maureen Nisima        |
| 4     | HUN  | Ildikó Mincza-Nébald  |
| 5     | GER  | Imke Duplitzer        |
| 6     | CHN  | Zhang Li              |
| 7     | KOR  | Kim Hee-jeong         |
| 8     | GRE  | Jeanne Hristou        |

Datum: 15. August 2004

39 Teilnehmerinnen aus 21 Ländern

### Degen Mannschaft
| Platz | Land | Sportlerinnen                                                             |
| ----- | ---- | ------------------------------------------------------------------------- |
| 1     | RUS  | Karina Asnawurjan Oxana Jermakowa Tatjana Logunowa Anna Siwkowa           |
| 2     | GER  | Claudia Bokel Imke Duplitzer Britta Heidemann                             |
| 3     | FRA  | Sarah Daninthe Laura Flessel-Colovic Hajnalka Király-Picot Maureen Nisima |
| 4     | CAN  | Monique Kavelaars Julie Leprohon Sherraine Mackay                         |
| 5     | HUN  | Adrienn Hormay Ildikó Mincza-Nébald Hajnalka Tóth                         |
| 6     | CHN  | Li Na Shen Weiwei Zhong Weiping                                           |
| 7     | KOR  | Go Jung-nam Kim Hee-jeong Lee Keum-nam                                    |
| 8     | GRE  | Jeanne Hristou Dimitra Magkanoudaki Niki-Katerina Sidiropoulou            |

Datum: 20. August 2004

36 Teilnehmerinnen aus 9 Ländern

### Florett Einzel
| Platz | Land | Sportlerin        |
| ----- | ---- | ----------------- |
| 1     | ITA  | Valentina Vezzali |
| 2     | ITA  | Giovanna Trillini |
| 3     | POL  | Sylwia Gruchała   |
| 4     | HUN  | Aida Mohamed      |
| 5     | ROM  | Laura Cârlescu    |
| 6     | HUN  | Gabriella Varga   |
| 7     | FRA  | Adeline Wuillème  |
| 8     | KOR  | Nam Hyun-hee      |

Datum: 18. August 2004

25 Teilnehmerinnen aus 20 Ländern

### Säbel Einzel
| Platz | Land | Sportlerin             |
| ----- | ---- | ---------------------- |
| 1     | USA  | Mariel Zagunis         |
| 2     | CHN  | Tan Xue                |
| 3     | USA  | Sada Jacobson          |
| 4     | ROM  | Cătălina Gheorghițoaia |
| 5     | RUS  | Jelena Netschajewa     |
| 6     | FRA  | Léonore Perrus         |
| 7     | AZE  | Jelena Schemajewa      |
| 8     | CHN  | Zhang Ying             |

Datum: 17. August 2004

24 Teilnehmerinnen aus 19 Ländern